# Casaseca de Campeán
Casaseca de Campeán település Spanyolországban,  Zamora tartományban. Casaseca de Campeán El Perdigón, Morales del Vino, Peleas de Abajo, Corrales del Vino, Villanueva de Campeán és Pereruela községekkel határos. Lakosainak száma 86 fő (2024).

## Népesség
A település népessége az utóbbi években az alábbiak szerint változott:
| Lakosok száma | 154  | 135  | 128  | 121  | 125  | 115  | 101  | 99   | 96   | 86   |
|               | 2001 | 2004 | 2007 | 2009 | 2012 | 2014 | 2017 | 2019 | 2022 | 2024 |